# Philip Hunt (baron Hunt de Kings Heath)
Pour les articles homonymes, voir Philip Hunt et Hunt.
Philip Alexander Hunt, baron Hunt de Kings Heath, né le 19 mai 1949, est un ancien administrateur de la santé et membre du Parti travailliste à la Chambre des lords. 

## Jeunesse et carrière
Né le 19 mai 1949, Philip Hunt fait ses études au lycée non mixte City of Oxford High School for Boys, plus tard à l'Oxford School. Il est diplômé de l'Université de Leeds en 1970 avec un baccalauréat ès arts en études politiques. 

## Carrière professionnelle
Hunt devient agent d'étude des travaux en 1972 pour le conseil de l'hôpital régional d'Oxford, puis rejoint le centre orthopédique de Nuffield en tant qu'administrateur de l'hôpital en 1974. Il est le premier secrétaire d'Edgware and Hendon Community Health Council et le premier directeur général de la NHS Confederation, et auparavant directeur de l'Association nationale des autorités et fiducies de la santé (NAHAT) depuis sa création en 1990. Auparavant, il est directeur de l'organisation qui l'a précédée, l'Association nationale des autorités sanitaires (NAHA) de 1984 à 1990. Dans les honneurs d'anniversaire de 1993, il est nommé à l' Ordre de l'Empire britannique en tant qu'officier (OBE) pour «services au NHS». 
Hunt est président de la Royal Society for Public Health de 2010 à 2018. 

## Carrière parlementaire
En 1997, Hunt est créé pair à vie à la Chambre des lords avec le titre de baron Hunt of Kings Heath, de Birmingham dans le comté de West Midlands, siégeant avec les travaillistes. Il est sous-secrétaire d'État parlementaire au ministère de la Santé de 1999 jusqu'à sa démission en 2003 à la suite de l'invasion de l'Irak. 
Hunt est reconduit au gouvernement en mai 2005 en tant que PUSS au ministère du Travail et des Pensions puis au ministère de la Santé en tant que ministre d'État en janvier 2007. 
À la suite de la nomination de Gordon Brown au poste de Premier ministre, Hunt rejoint le ministère de la Justice en tant que PUSS en juillet de la même année. Lors du remaniement gouvernemental d'octobre 2008, Hunt devient chef adjoint de la Chambre des lords et ministre d'État chargé du développement durable, de l'adaptation au changement climatique et de la qualité de l'air au ministère de l'Environnement, de l'Alimentation et des Affaires rurales (DEFRA) et au ministère nouvellement créé de Énergie et changement climatique (DECC), quittant plus tard le DEFRA en 2009 pour travailler uniquement au DECC. En juin 2009, il est admis au Conseil privé. Il quitte ses postes ministériels en mai 2010 après la perte des élections générales par les travaillistes. 
À la suite de l'élection d'Ed Miliband à la tête du Parti travailliste, Hunt est nommé porte-parole du Labour sur les affaires intérieures et le Cabinet Office à la Chambre des lords . Il quitte ces postes en septembre 2012. Il est chef adjoint de l'ombre de la Chambre des lords de 2010 à 2017  et porte-parole aux Lords pour la santé, puis la santé et les services sociaux, du 6 septembre 2012 jusqu'à ce qu'il quitte ses fonctions le 24 mai 2018. 
En septembre 2011, Hunt contribue au livre What next for Labour? Des idées pour une nouvelle génération ; son article est intitulé Our NHS: The Labour Party Challenge . 
De 2011 à 2014, il est président du Heart of England NHS Foundation Trust. 